# A20 (Frankrijk)
De A20 is een autosnelweg, ook wel l'Occitane genaamd, gelegen in Frankrijk tussen de steden Vierzon en Montauban. De weg slaat uit op de A71 en de A62. Ook sluit de weg bij Donzenac aan op de A89. Met uitzondering van het zuidelijke deel tussen Brive-la-Gaillarde en Montauban is voor het gebruik van deze weg geen tol verschuldigd. De weg beslaat over de hele lengte 2x2 rijbanen.

## Aanleg
Voor 1992 waren de rondwegen van Limoges en Brive reeds voltooid. In dat jaar werd het eerste deel van het traject geopend tussen Vierzon en Vatan. In 2000 was de weg in zijn geheel voltooid. Er bestaan heden ten dage nog wel plannen voor een A20bis bij de stad Limoges.